# Aplikovaná matematika
Aplikovaná matematika je odvětví matematiky zabývající se studiem těch oblastí matematiky, které se používají jako vhodný nástroj v nějakém nematematickém oboru. Rozvíjí matematické metody používané mimo samotnou matematiku, upřesňuje způsob, kterým je takové metody možné použít, a ručí za správnost jimi dosažených výsledků.

## Rozdělení na disciplíny
Aplikovaná matematika je velmi rozsáhlý obor, zahrnující mnoho disciplín. Zde jsou jen některé z nich:
- Optimalizace (matematika)
- Teorie grafů
- Teorie her
- Teoretická informatika
- Teorie chaosu
- Matematická fyzika
- Numerická matematika